# Пйотркув-Другий
Пйотркув-Другий (пол. Piotrków Drugi) — село в Польщі, у гміні Яблонна Люблінського повіту Люблінського воєводства.